# 桂岸寺
桂岸寺（けいがんじ）は、茨城県水戸市にある真言宗豊山派の寺院。

## 歴史
1682年（天和2年）、水戸藩附家老（常陸松岡藩藩主）中山信治の開基である。信治は先代の信政の菩提を弔うため、元々同市の全隈町にあった「普門寺」を移転させた。そして主君の徳川光圀より「保和院」と名付けられた。
1755年（宝暦5年）、戒律復興の念願が認められ、仁和寺の末寺となるとともに、律宗も兼ねることになり、寺号も「桂岸寺」となった。なお現在は新義真言宗の真言宗豊山派に属している。
当寺の本尊は、行基作と伝えられる勢至菩薩像である。鎌倉時代後期から南北朝時代にかけての佐竹家当主佐竹貞義の念持仏といわれている。別名は「二十三夜尊」である。

## 保和苑
当寺の隣に日本庭園がある。この庭園は「保和苑」と称し、元々は当寺の庭園であった。元禄年間（1688年 - 1704年）に光圀によって「保和園」と命名された。昭和初期に拡張工事を行い、「保和苑」に改称された。しかし太平洋戦争が勃発し、すっかり荒廃してしまった。戦後の1950年（昭和25年）に当寺は保和苑を水戸市に寄贈し、以降は水戸市の庭園として整備されることになった。

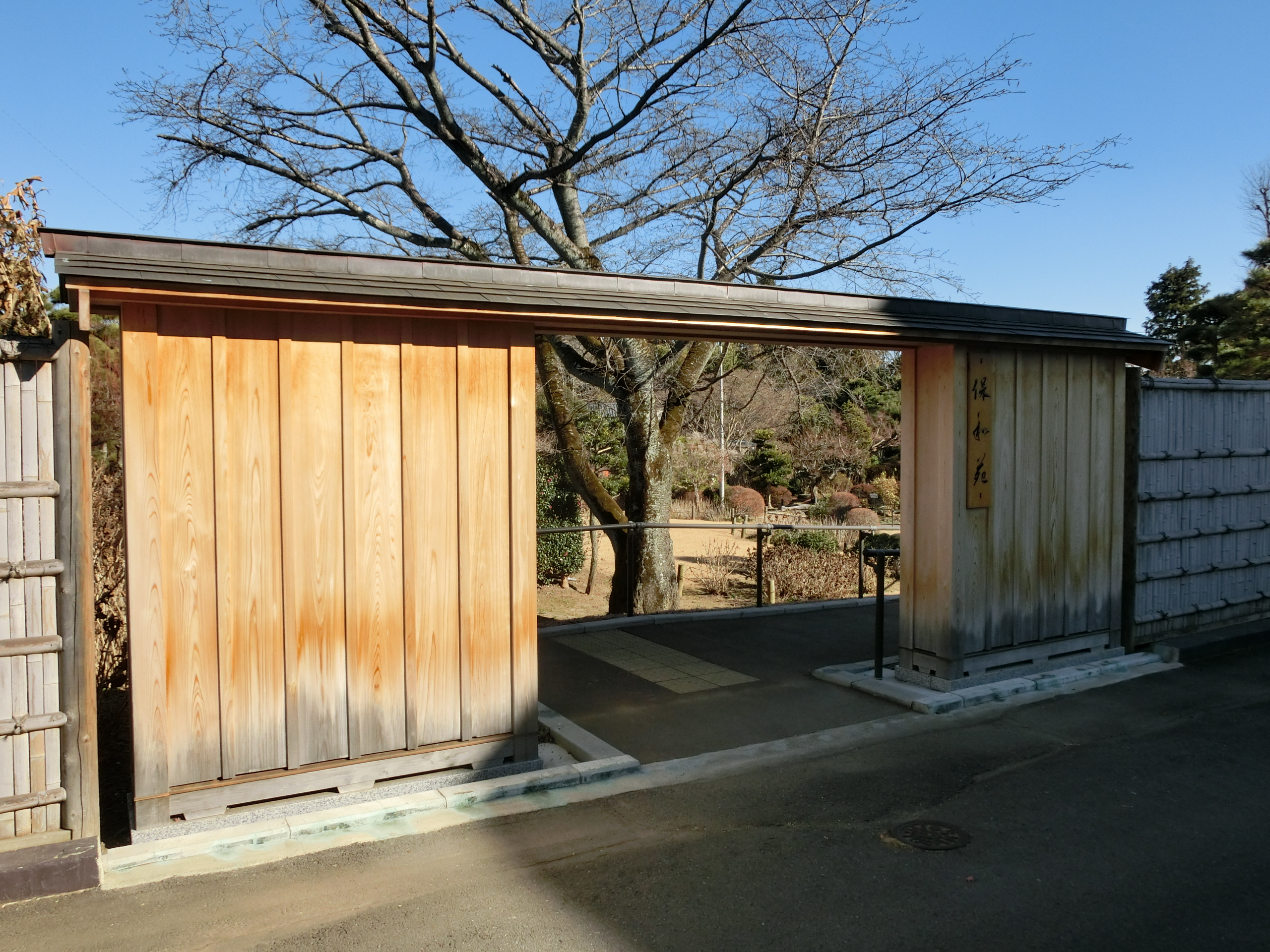
入口
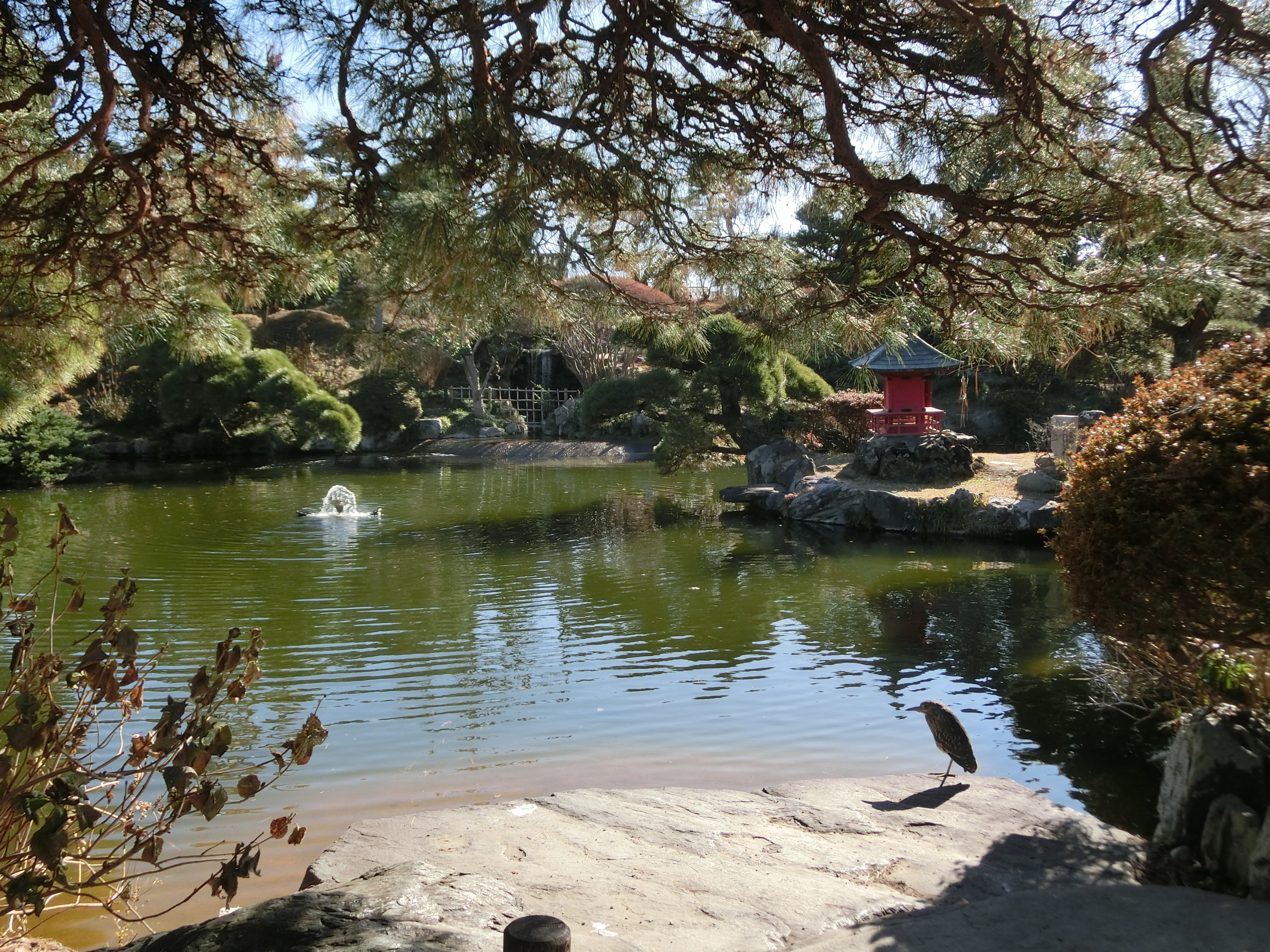
庭園

## 交通アクセス
- 路線バス保和苑入口停留所より徒歩3分。